# Star Wars: Visionen
Star Wars: Visionen (Originaltitel: Star Wars: Visions) ist eine US-amerikanische Zeichentrick- bzw. Anime-Miniserie des Video-on-Demand-Anbieters Disney+, deren neun Folgen der ersten Staffel am 22. September 2021 erschienen sind. Als Teil des fiktiven Star-Wars-Franchises von George Lucas umfasst die Serie neun separate Kurzfilm-Episoden von verschiedenen bekannten japanischen Anime-Studios, die Episoden gehören jedoch nicht unbedingt zum offiziellen Star-Wars-Kanon. Eine zweite Staffel erschien am 4. Mai 2023 und umfasst neun Kurzfilme von Animationsstudios auf der ganzen Welt. Eine dritte Staffel ist für 2025 angekündigt.

## Produktion

### Hintergrund
Die Serie wurde neben zahlreichen weiteren neuen Film- und Serienprojekten innerhalb des Star-Wars-Franchises auf dem Disney-Investors-Day im Dezember 2020 von Lucasfilm-Präsidentin Kathleen Kennedy angekündigt. Auf dem Panel der Veranstaltung gab sie im Zuge dessen auch bekannt, dass es sich bei Star Wars: Visionen um keine reguläre Serie handeln werde, sondern lediglich eine Sammlung von zehn voneinander unabhängigen Kurzfilmen, die im Universum von Star Wars spielen. Hierbei solle jede einzelne Episode von einem anderen bekannten Anime-Studio aus Japan produziert werden. Die zehn angekündigten Kurzfilmen wurden später auf neun reduziert. Laut Making-of war Die neunte Jedi als zwei Kurzfilme vorgesehen gewesen, bevor die beiden Handlungsstränge zu einem Kurzfilm kombiniert wurden.
Neben Kathleen Kennedy arbeiten unter anderem Jacqui Lopez, Josh Rimes und James Waugh als Executive Producer an dem Projekt. Als Co-Executive Producer beteiligten sich Justin Leach sowie Kanako Shirasaki, bekannt als Produzent des Anime-Studios Qubic Pictures, an Star Wars: Visionen. Im Rahmen der Anime Expo Light erschien am 4. Juli 2021 ein erster Einblick in die Serie in Form eines dreiminütigen Videos. Auch wurden mit Kamikaze Douga, Geno Studio, Studio Colorido, Trigger, Kinema Citrus, Science Saru und Production IG die produzierenden Anime-Studios bekannt gegeben.

### Begleitmaterial
Am 12. Oktober 2021 erschien in den Vereinigten Staaten der Roman Star Wars: Ronin: A Visions Novel von Emma Mieko Candon, welcher die Geschichte rund um den Kurzfilm Das Duell ausbaut. Bei der Bekanntgabe am 22. Mai 2021 beteuerte der Verlag Del Rey Books, dass der Roman keine Adaption der Serie sei.

## Veröffentlichung
Star Wars: Visionen wurde für 2021 als Original-Serie des Streamingdienstes Disney+ angekündigt. Als Starttermin wurde der 22. September 2021 festgelegt. An dem Tag erschienen alle neun Episoden der ersten Staffel sowie zehn Making-ofs als Begleitmaterial.

## Episodenliste

### Staffel 1
| Nr. (ges.) | Nr. (St.) | Deutscher Titel      | Originaltitel     | Regie            | Drehbuch                        | Anime-StudioMusik                            |
| --- | --------- | -------------------- | ----------------- | ---------------- | ------------------------------- | -------------------------------------------- |
| 1 | 1         | Das Duell            | The Duel          | Takanobu Mizuno  | Mitsuyasu Sakai                 | Kamikaze DougaKeiji Inai                     |
| Als Invasoren unter dem Kommando einer Sith-Kriegerin in ein Dorf eindringen und die Einwohner erneut zum Zahlen hoher Steuern auffordern, leistet ein Kämpfer für die wehrlosen Dörfler Widerstand und konfrontiert die Anführerin in einem Lichtschwert-Duell. Der Kämpfer gewinnt das Duell und tötet die Sith-Kriegerin, woraufhin das Dorf von den Eindringlingen befreit ist. Den Dorfbewohnern überreicht er einen Kyberkristall des Lichtschwerts seines besiegten Gegners, ehe er von dannen zieht. |           |                      |                   |                  |                                 |                                              |
| 2 | 2         | Tatooine Rhapsodie   | Tatooine Rhapsody | Taku Kimura      | Yasumi Atarashi                 | Studio ColoridoYoshiaki Dewa                 |
| Während einer tosenden Schlacht entfernt sich der junge Jedi-Padawan Jay von seinen Mitstreitern und wird als Findling von der Band Star Wavers aufgenommen. Viele Jahre später, Jay ist inzwischen ebenfalls Mitglied der Musikgruppe, erscheint der Kopfgeldjäger Boba Fett auf einem Konzert der Band, der für Jabba dem Hutten auf der Jagd nach dem Bandmitglied Geezer ist. Nach einem Handgemenge gelingt es den Musikern, zu fliehen, doch Fett bleibt weiterhin auf der Spur der Band und verfolgt diese in seinem Schiff, der Sklave I, bis es ihm schließlich gelingt, den Hutten Geezer zu seinem Auftraggeber mitzunehmen. Die überbliebene Band entschließt sich, ihren Freund aus den Fängen des Kopfgeldjägers zu befreien und folgt diesem nach Tatooine. Die Band lässt sich von Jabba dem Hutten für einen Auftritt in der Podrennen-Arena engagieren, wohin auch ihr Freund abgeführt wurde, der bei der anschließenden Darbietung der Band mit auftreten darf. Der Auftritt wird ein voller Erfolg, woraufhin das Publikum sogar eine Zugabe fordert. |           |                      |                   |                  |                                 |                                              |
| 3 | 3         | Die Zwillinge        | The Twins         | Hiroyuki Imaishi | Hiromi Wakabayashi              | TriggerMichiru Oshima                        |
| Die Zwillinge Am und Karre – erschaffen durch die Macht der dunklen Seite – liefern sich einen Konkurrenzkampf um die Herrschaft über die Galaxis. Als Karre mit einem wichtigen Bauteil allein von einem der Sternenzerstörer fliehen will und erklärt, weder dem Galaktischen Imperium noch der Republik die Treue zu schwören, entbricht zwischen ihm und seiner Zwillingsschwester ein Kampf um das Bauteil, welches den Sternenzerstörern für eine planetenvernichtende Waffe fehlt. Auf der Oberfläche des Kreuzers liefern sich die beiden Geschwister ein Lichtschwert-Duell, bei dem Am Karre ins All wirft, der jedoch von seinem Droiden gerettet werden kann und den Sternenzerstörer seiner Schwester mit seinem modifizierten Lichtschwert in zwei Hälften teilt. Unterdessen wird Am von ihrer eigenen unbändigen Macht der dunklen Seite und dem Teilen des Kreuzers besiegt, im All jedoch ebenfalls von ihrem Droiden abgefangen. |           |                      |                   |                  |                                 |                                              |
| 4 | 4         | Die Braut des Dorfes | The Village Bride | Hitoshi Haga     | Takahito Oonishi & Hitoshi Haga | Kinema CitrusKevin Penkin                    |
| Ein Dorf wird von kriminellen Banditen bedroht, die sich mit alten zurückgelassenen Kampfdroiden der Separatisten eine eigene Armee aufgebaut haben. Die Banditen fordern den Dorfanführer dazu auf, als Geisel mit ihnen zu kommen, doch an dessen Stelle meldet sich seine Enkelin Haru freiwillig, um ihren Großvater zu beschützen. Am Morgen des nächsten Tages treffen die Banditen in dem Dorf ein, um Haru mit sich zu nehmen. Bei der Übergabe erwischen die Kampfdroiden jedoch das Mädchen Saku bei dem Versuch, die feindlichen Eindringlinge anzugreifen. Als der Anführer der Banditen Saku für diesen Widerstand erschießen will, eilt ihr eine Jedi-Ritterin zur Hilfe, die den Anführer tötet und die Feinde in die Flucht schlägt. Nach getaner Arbeit verlässt die Jedi den Planeten. |           |                      |                   |                  |                                 |                                              |
| 5 | 5         | Die neunte Jedi      | The Ninth Jedi    | Kenji Kamiyama   | Kenji Kamiyama                  | Production I.GKazuma Jinnouchi & Nobuko Toda |
| In einer Zeit, in der die Jedi in Vergessenheit geraten sind, und der Bau von Lichtschwertern verboten wurde, beginnt Markgraf Juro, der Herrscher des Planeten Hy Izlan, damit, Kyberkristalle abzubauen, um die Lichtschwerter und den gesamten Jedi-Orden wiederzuerwecken. Juro entsendet eine Botschaft an alle verbliebenen Jedi in der Galaxis, und ruft diese zu einer Zusammenkunft im Himmelstempel von Hy Izlan. Nach anfänglicher Skepsis, ob die Einladung nicht eine Falle sei, treffen insgesamt sieben Jedi im Tempel ein. Unterdessen fertigt der Schmied Lah Zhima im Auftrag des Markgrafen die neuen Lichtschwerter, und schickt seine Tochter Kara, um diese zum Himmelstempel zu bringen. Kurz nachdem Kara aufbricht, treffen Jedi-Jäger in der Schmiede ein, um die illegal hergestellten Schwerter zu konfiszieren, und nehmen Lah Zhima mit sich. Kara, die sich auf dem Weg zum Tempel ein Gefecht mit weiteren Verfolgern liefert, bei dem sie große Fähigkeiten mit der Macht und dem Lichtschwert unter Beweis stellt, trifft schließlich im Himmelstempel ein und übergibt die Schwerter an die Jedi. Als diese die Schwerter aktivieren, stellt sich heraus, dass alle eingetroffenen Jedi, bis auf den jungen Ethan, getarnte Sith-Lords sind, die gekommen sind, um Juros Plan vom Wiederaufbau der Jedi zu vereiteln. Als der Markgraf schließlich persönlich in Erscheinung tritt, nachdem er in einem Droiden versteckt alles mitgehört hatte, beginnen die Jedi und die Sith gegeneinander zu kämpfen, wobei auch Kara zur Waffe greift und sich am Kampf beteiligt. Der Markgraf, Ethan und Kara können die Sith-Lords besiegen und bekehren einen ihrer Feinde zurück auf die helle Seite der Macht. Juro erörtert, er habe gehört, dass viele der von ihm gerufenen Jedi von Siths getötet worden waren, und dass er sich daher in dem Droiden versteckt habe, um herauszufinden, wer diese seien. Der Markgraf verspricht Kara, gemeinsam mit ihr nach ihrem verschleppten Vater zu suchen und bietet ihr an, nachdem er ihr machtsensitives Potential erkannt hat, die neunte Jedi zu werden und mit ihm zusammen den Jedi-Orden wieder aufleben zu lassen. |           |                      |                   |                  |                                 |                                              |
| 6 | 6         | T0-B1                | T0-B1             | Abel Gongora     | Yuichiro Kido                   | Science SaruA-bee & Keiichiro Shibuya        |
| Der Droide T0-B1, der mit vielen weiteren seiner Artgenossen im Labor des Wissenschaftlers Professor Mitaka an der Erschaffung von Leben auf einem leeren Planeten forscht, träumt davon, ein Jedi-Ritter zu sein und die Galaxis zu erkunden. Um seinem Traum ein Stück näher zu kommen, bekommt er von Mitaka den Rat, auf dem bisher unbevölkerten Planeten nach einem Kyberkristall für den Bau eines Lichtschwerts zu suchen, und zu lernen, die Macht zu spüren. Als T0-B1 nach einer erfolglosen Suche nach dem Kristall unerlaubterweise im Keller des Labors ein Raumschiff entdeckt, und aus Spaß einen Funkspruch an alle Jedi aussendet, erweckt der Droide auf einem Sternenzerstörer des Imperiums, das den Funkspruch abgefangen hatte, den Verdacht, es könnte sich bei ihm um einen überlebenden Jedi handeln. Als Professor Mitaka T0-B1 im Raumschiff erwischt, offenbart er diesem, dass er ein Jedi ist und dies aus Schutz des Droiden stets geheim gehalten hatte. Als die Truppen des Imperiums auf dem Planeten eintreffen, versteckt Mitaka T0-B1 und überlässt diesem einen Lichtschwertgriff, ehe das Labor von den Imperialen zerstört und der Professor getötet werden. T0-B1 forscht am Traum des Professors weiter und es gelingt ihm schließlich, Regen, Wolken und Pflanzen auf dem Planeten zu erschaffen und mithilfe der Macht und des Kyberkristalls, der sich in ihm befand, sein Lichtschwert zu vollenden. Kurz darauf trifft jedoch erneut ein Jedi-Killer auf dem Planeten ein. Im Kampf gegen diesen entfaltet T0-B1 schließlich sein volles Potential als Jedi und schafft es, den Inquisitoren im Duell niederzustrecken. T0-B1 gibt sich den neuen Namen Tobi und bricht mit dem Raumschiff des Professors auf, um als Jedi die Galaxis vor dem Bösen zu beschützen. |           |                      |                   |                  |                                 |                                              |
| 7 | 7         | Der Alte             | The Elder         | Masahiko Ōtsuka  | Masahiko Ōtsuka                 | TriggerMichiru Oshima                        |
| Auf einem Kontrollflug durch das Outer Rim spürt ein Jedi-Meister an der Seite seines jungen Padawan-Schülers eine tiefe Erschütterung in der Macht. Auf dem Planeten Habo vermutet er eine dunkle Macht, woraufhin die beiden Jedi sich in einem abgelegenen Dorf erkundigen und erfahren, dass sich vor kurzer Zeit ein unbekannter alter Mann in den Bergen des Planeten niedergelassen habe. Die Jedi teilen sich auf und der Padawan beginnt, in den Bergen nach dem Unbekannten zu suchen, während sein Meister das abgestellte Raumschiff des Fremden unter die Lupe nimmt und dieses als ein Sith-Schiff identifizieren kann. Nachdem der Padawan ein von einer Lichtschwert-Klinge niedergestrecktes Tier in den Bergen entdeckt, trifft er schließlich auf den alten Mann, der sich als abtrünniger Sith entpuppt und den jungen Jedi nach einem kurzen Zweikampf schwer verletzt zu Boden bringt. Schließlich stellt sich auch der Jedi-Meister dem Alten in einem Duell, das er durch die Hilfe seines verletzten Schülers gewinnen kann. In seinem letzten Atemzug zückt der sterbende Alte eine Fernbedienung, mit der er sein Schiff in die Luft sprengt, kurz bevor er selbst zu einem Haufen Asche zerfällt. Nachdem der Padawan sich von seinen Verletzungen erholt hat, verlassen die Jedi den Planeten schließlich. |           |                      |                   |                  |                                 |                                              |
| 8 | 8         | Lop & Ochō           | Lop & Ochō        | Yuki Igarashi    | Yasumi Atarashi & Sayawaka      | Geno StudioYoshiaki Dewa                     |
| Um Hilfe bei der Modernisierung ihres Planeten zu erhalten, gestattet das Volk des Planeten Tao dem Galaktischen Imperium, die Kontrolle über ihre Welt zu erhalten, woraufhin die Bevölkerung unterdrückt und versklavt wird, und die vom Imperium betriebene Industrie dem Planeten schadet. Während dieses Wandels nehmen das Mädchen Ochō und ihr Vater die – aus den Laboren des Imperiums entkommene – Lop in ihrer Familie auf. Sieben Jahre später steht die Stadt durch einen Aufstand der Bürger gegen das Imperium in Flammen. Die inzwischen junge Erwachsene Ochō gibt sich entgegen ihrem Vater und Lop als Unterstützer des Imperiums und arbeitet als Verbündete mit diesem aktiv gegen den Widerstand ihres Vaters und seines Clans. Lop, die enttäuscht von der Entscheidung ihrer Ziehschwester ist, bekommt von ihrem Vater ein Lichtschwert überreicht, um sich dem Aufstand anzuschließen. Während eines Angriffs muss Ochō, die unterdessen einen festen Rang im Imperium erhalten hat, gegen ihren eigenen Vater kämpfen, wobei sie diesen schwer am Auge verletzt. Lop eilt zur Hilfe und bezwingt ihre Ziehschwester mit dem Lichtschwert in einem Zweikampf – wohlwollend mit dem Gedanken, Ochō wieder auf ihre Seite zu ziehen. Doch diese flüchtet mit einem heranfliegenden Schiff und lässt Lop und ihren Vater zurück. |           |                      |                   |                  |                                 |                                              |
| 9 | 9         | AKAKIRI              | AKAKIRI           | Eunyoung Choi    | Yuichiro Kido                   | Science SaruU-zhaan                          |
| Mit der Mission, den Sith-Lord Masago – ein abtrünniges Mitglied der Königsfamilie – zu vernichten, schließt sich der Jedi Tsubaki einer kleinen Gruppe um seine alte Bekannte Misa, die Prinzessin des Königshaus an, um den Palast des Sith aufzusuchen. Masago stellt sich jedoch als die Schwester vom Misa heraus. Während der Reise wird Tsubaki durch traumatische Visionen geplagt, in der er einen Menschen tötet. Im Palast angekommen, konfrontieren Tsubaki und Misa, die inzwischen nur noch zu zweit sind, die Königstochter und Sith-Lady Masago, die Misa nach einem kurzen Duell gegen den Jedi verhaften lässt. Masago versucht, Tsubaki zu ihrem Verbündeten zu machen und lässt ihn gegen eine Handvoll maskierter Krieger kämpfen, die der Jedi alle niederstreckt. Nachdem er später erkennt, dass sich seine Visionen bewahrheitet haben, und sich unter einem der Masken Misa verborgen hatte, schließt er sich Masago an, um diese dazu zu bringen, Misa mit einer Machtdyade wieder zum Leben zu erwecken. Als Tsubaki dies mithilfe des Sith-Lords schließlich gelingt, folgt er Misago vor den Augen der entsetzten Misa als ihr neuer Schüler. |           |                      |                   |                  |                                 |                                              |
| Alle neun Kurzfilme wurden am 22. September 2021 bei Disney+ veröffentlicht. |           |                      |                   |                  |                                 |                                              |

### Staffel 2
| Nr. (ges.) | Nr. (St.) | Deutscher Titel            | Originaltitel            | Regie                        | Drehbuch                                          | Anime-StudioMusik                                         |
| --- | --------- | -------------------------- | ------------------------ | ---------------------------- | ------------------------------------------------- | --------------------------------------------------------- |
| 10 | 1         | Sith                       | Sith                     | Rodrigo Blaas                | Rodrigo Blaas                                     | El Guiri Studios (Spanien)Dan Levy                        |
| Während sich die Sith zur Zeit der Herrschaft der Hohen Republik versteckt halten, lebt Lola, ein ehemaliges Sith-Lehrmädchen, mit ihrem Droiden E2 einsam auf einem verlassenen Planeten und versucht, die Macht zu bündeln, um ihre Basis farbig zu streichen. Doch trotz ihrer Bemühungen bilden sich auf der Farbe immer wieder dunkle Flecken, die nicht verschwinden wollen. Während sie einen auf dem Planeten abgestürzten Droiden untersucht, wird sie plötzlich von ihrem ehemaligen Sith-Meister aufgesucht, der sie mit zwei Droiden zu ihrer Basis verfolgt und sie zwingt, gegen ihn zu kämpfen. Drinnen besteht er darauf, dass sie die neue Sith-Meisterin wird, indem sie ihn tötet und die Regel der Zwei durchsetzt. Lola kommt zu der Erkenntnis, dass sie sowohl die helle als auch die dunkle Seite akzeptieren muss, und tötet den Sith-Meister prompt, als ihr zweischneidiges Lichtschwert eine gelbe und eine rote Klinge hervorbringt. Da sie nun ihr Schicksal selbst in der Hand hat und sich einfach „die Meisterin“ nennt, beendet Lola das Gemälde und verlässt den Planeten mit E2. |           |                            |                          |                              |                                                   |                                                           |
| 11 | 2         | Die Kreischer-Kluft        | Screecher’s Reach        | Paul Young                   | Will Collins, Jason Tammemägi                     | Cartoon Saloon (Irland)Leo Pearson                        |
| Vor der ersten Auslöschung der Sith lebt ein junges Mädchen namens Daal mit ihren Freunden Baython, Quinn und Keena in einem Arbeitshaus. Daal ist es leid, dort zu leben, und überredet ihre Freunde, mit ihr in die Kreischer-Kluft, eine abgelegene Höhle, zu gehen, indem sie einige Landfahrzeuge stiehlt. Es wird gemunkelt, dass die Höhle einen Geist beherbergt, und die Freunde sind begierig darauf, ihn zu finden. Während der gesamten Reise wird Daal durch eine ungewöhnliche Halskette motiviert, die sie bei sich trägt. Sie finden die Höhle und treffen auf den Geist, der sich als älteres Sith-Lehrmädchen entpuppt, die darin gefangen ist. Daal lässt ihre Freunde fliehen, dann benutzt sie die Macht, um den Geist mit einem Felsbrocken zu zerschmettern und ihn dann mit ihrem eigenen Lichtschwert zu erledigen. Nachdem Daal aus der Höhle entkommen ist, stellt sich heraus, dass die Halskette ein Kommunikator einer Sith namens Sith-Mutter ist, die Daal den Auftrag erteilt hatte, ihren eigenen Lehrling zu erledigen und ihren Platz an der Seite der Mutter einzunehmen, um im Gegenzug aus der Ausbeuterwerkstatt zu entkommen. Trotz Daals Bemühungen weigert sich die Sith-Mutter, auch ihre Freunde mitzunehmen, und lässt sie mit dem Gefühl zurück, verraten worden zu sein. Als Daal widerwillig geht, blickt sie ein letztes Mal auf ihre Freunde zurück.                                                                                          |           |                            |                          |                              |                                                   |                                                           |
| 12 | 3         | In den Sternen             | In the Stars             | Gabriel Osorio               | Gabriel Osorio, Antonia Herrera, Francisco Ortega | Punkrobot Studio (Chile)Andrés Walker, Patricio Portius   |
| Während der Herrschaft des Imperiums sind die beiden Schwestern Koten und Tichina die letzten ihrer Art, nachdem das Imperium ihren Planeten erobert und einen Völkermord an ihrer Spezies begangen hat. Ihre Mutter, eine Machtsensitive, führte eine gescheiterte Rebellion gegen das Imperium an, das eine Fabrik errichtete, die ihr sauberes Wasser entnahm und wurde in dem daraus resultierenden Konflikt getötet. Die Fabrik hat seitdem eine schwere Licht-, sowie eine Wasserverschmutzung des Meeres verursacht. Während Tichina davon überzeugt ist, dass sie sie mit der Macht besiegen können, konzentriert sich die ältere und abgestumpfte Koten nur darauf, sie beide am Leben zu erhalten. Nachdem ihnen das Wasser ausgeht, ist Koten gezwungen, sich in die Fabrik zu schleichen, um Wasser aus den Wasseraufbereitungsanlagen der Fabrik zu holen. Tichina folgt ihr jedoch ins Innere und wird von den Stormtroopern entdeckt. Sie versuchen zu fliehen, aber Tichina rennt zurück ins Innere und beabsichtigt, den primären Wassertank mit der Macht zu zerstören und damit auch die Basis. Sie wird gefangen genommen und beinahe hingerichtet, aber Koten erweckt ihre eigenen Machtfähigkeiten, um ihre Schwester zu retten, und gemeinsam zerstören sie die Fabrik und überfluten alle darin. Als die Schwestern sich glücklich umarmen, sehen sie, dass das Leben auf den Planeten zurückkehrt und ihre Mutter, die sie für einen Stern halten, auf sie herabschaut. |           |                            |                          |                              |                                                   |                                                           |
| 13 | 4         | Ich bin deine Mutter       | I am your Mother         | Magdalena Osinska            | Holly Walsh, Barunka O’Shaughnessy                | Aardman (Vereinigtes Königreich)Jean-Marc Petsas          |
| Einige Jahre nach der Niederlage des Imperiums hat Wedge Antilles eine Flugakademie für neue Piloten gegründet. Eine der Kadetten, eine Twi’lek namens Anni Kalfus, wurde von ihrer alleinerziehenden Mutter Kalina dazu inspiriert, Pilotin zu werden, empfindet sie aber inzwischen als verhätschelnd und peinlich; deshalb vernachlässigt sie es, ihr von einem Raumschiffrennen der Flugakademie zu erzählen, bei dem Familien gegeneinander antreten. Anni wird auch von ihrem Mitschüler Julan Van Reeple gehänselt, dessen Mutter Dorota ein viel anspruchsvolleres Schiff steuert. Als Kalina plötzlich auftaucht, um Anni das Mittagessen zurückzubringen, erfährt sie von dem Rennen und wird von den Van Reeples angestachelt, als diese ihr Schiff beleidigen. Während des Rennens gesteht Anni ihrer Mutter, dass sie sich für sie schämt, aber sie nimmt es gelassen und lässt sie das Rennen für sie gewinnen, wobei sie die Van Reeples besiegt. Anni entschuldigt sich für das, was sie gesagt hat, aber Kalina sagt ihr, dass es das Beste für Mütter ist, sie in Verlegenheit zu bringen. |           |                            |                          |                              |                                                   |                                                           |
| 14 | 5         | Die Reise zum dunklen Kopf | Journey to the Dark Head | Park Hyeong Geun             | Chung Se Rang                                     | Studio Mir (Südkorea)Jang Young Gyu, Lee Byung Hoon       |
| Während des beginnenden Krieges zwischen den Jedi und den Sith glaubt eine junge Nonne namens Ara, dass die Statuen auf ihrem Heimatplaneten, deren Steine um den Sockel herum Fähigkeiten zur Vorhersage haben, sowohl das Licht als auch die Dunkelheit kontrollieren, da eine in blauem und die andere in rotem Licht leuchtet. Sie beschließt, den dunklen Kopf zu zerstören, weil sie glaubt, dass er das Blatt des Krieges wenden kann. Jahre später bittet Ara, inzwischen eine jugendliche Mechanikerin, den Rat der Jedi um einen Leibwächter für ihre Aufgabe; dieser weist ihr einen jungen Padawan namens Toul zu. Toul hat vor kurzem seinen Meister durch die Hand eines sadistischen Sith-Lords, Bichan, verloren, was ihn traumatisiert und in ständige Angst versetzt hat. Die beiden sammeln Vorräte und machen sich auf den Weg zu dem Planeten, wo Bichan sie verfolgt. Sie schaffen es bis zu den Statuen, aber Ara erkennt, dass Licht und Dunkelheit gleichmäßig zwischen ihnen fließen, was es unmöglich macht, sie zu zerstören. Toul überwindet seine Angst und schafft es mit Aras Hilfe, Bichan zu töten. Die beiden beschließen, gemeinsam weiterzureisen. |           |                            |                          |                              |                                                   |                                                           |
| 15 | 6         | Der Rachetanz              | The Spy Dancer           | Julien Chheng                | Julien Chheng, Gabrielle D’Andrimont              | Studio La Cachette (Frankreich)Olivier Deriviere          |
| Etwa zwanzig Jahre nach der Gründung des Imperiums betreibt eine Gruppe von Außerirdischen mit Heterochromie und kleinen Hörnern einen hochklassigen Club, der von Sturmtruppen besucht wird. Es stellt sich heraus, dass die Haupttänzerin des Clubs, Loi’e, eine Fraktion der Rebellenallianz anführt, die aus dem Rest ihres Personals besteht, und sie platziert während ihrer Tanzvorführungen Peilsender an den Rüstungen der Sturmtruppen. Eines Nachts sieht sie einen bekannt aussehenden Offizier, und in einer Rückblende wird gezeigt, dass ihr zwanzig Jahre zuvor ihr kleines Kind von dem vermeintlichen Offizier entrissen worden war. Gegen den Willen ihrer Verbündeten plant sie, den Offizier zu töten, wobei sie feststellt, dass es ihr Kind ist, das nun erwachsen und in das Imperium integriert ist. Während sich ihre Gruppe durch die Soldaten und den KX-Droiden des Offiziers kämpft, führt Loi’e den Offizier auf das Dach und bietet ihm den Beweis an, dass er tatsächlich ihr Kind ist, was ihn verwirrt zurücklässt. Der Leiter des Clubs, Hétis, hilft Loi’e bei der Flucht. Loi’e offenbart ihm, dass sie dem Offizier ein Holo-Gerät hinterlassen hat, das ihn als Säugling zeigt und auf dem sich ein Peilsender befindet. Der Offizier sieht sich das Hologramm an und legt seine abgetrennten Hörner frei. |           |                            |                          |                              |                                                   |                                                           |
| 16 | 7         | Die Banditen von Golak     | The Bandits of Golak     | Ishan Shukla                 | Ishan Shukla                                      | 88 Pictures (Indien)Sneha Khanwalkar                      |
| Während des Galaktischen Bürgerkriegs sind Charuk und Rani Geschwister, die aus ihrer Heimat fliehen mussten und in der Stadt Golak Zuflucht suchten. Rani wird verfolgt, weil sie machtsensitiv ist, was Charuk verzweifelt zu verbergen versucht. Auf der Zugfahrt nach Golak werden sie fast erwischt, können aber gerettet werden, als eine Rebellengruppe namens Jangoris den von Sturmtruppen bewachten Zug angreift. Sie schaffen es schließlich zu einer kleinen Oase, die von einer älteren Frau namens Rugal geführt wird, doch dort trifft ein Inquisitor ein, der von Rani und dem Vorfall im Zug weiß. Nachdem er die Geschwister mit einem Trick dazu gebracht hat, sich zu erkennen zu geben, versucht der Inquisitor, sie zu töten, aber Rugal – die sich als ein Jedi entpuppt, die die Order 66 überlebt hat – evakuiert das Gebiet mit ihren Kräften und tötet den Inquisitor nach einem intensiven Lichtschwertduell. Danach sagt Rugal zu Rani, dass sie mit ihr durch einen Tunnel kommen soll, um sie mit anderen Machtsensitiven zu verstecken, aber Charuk zurücklassen soll. Die Geschwister verabschieden sich tränenreich, wobei Charuk Rani einen Lutscher in Form eines Jalebi schenkt und Rani Charuk die Flöte ihres Vaters als Erinnerung an sie mitgibt. |           |                            |                          |                              |                                                   |                                                           |
| 17 | 8         | Die Mine                   | The Pit                  | Leandre Thomas               | Leandre Thomas                                    | Lucasfilm Ltd. & D’Art Shtajio (USA, Japan)Daniel Lopatin |
| Kurz nach der Eroberung des Imperiums wird eine große Gruppe imperialer Sklaven gezwungen, mitten in der Wüste eine riesige Grube nach Kyberkristallen zu graben, die die Sturmtruppen zum Bau einer nahe gelegenen Stadt verwenden. Nach jahrelangem Graben stoßen sie auf den Grund und werden von den Sturmtruppen in der tiefen Grube völlig im Stich gelassen. Einer von ihnen, Crux, sagt seiner Tochter Livy, dass er aus der Grube entkommen und eine nahe gelegene Stadt um Hilfe bitten wird. Es gelingt ihm, die Bürger der sauberen, futuristischen Stadt auf sich aufmerksam zu machen, aber die Sturmtruppen betäuben ihn und schleppen ihn zurück in die Grube, wo sie ihn in den Tod stürzen. Livy spornt alle in der Grube an, „Folge dem Licht“ zu skandieren, was bei den Menschen in der Stadt Widerhall findet. Sie überwältigen die Sturmtruppen und befreien die Menschen aus der Grube. Als sie gehen, stellt sich heraus, dass Livy einen Kyberkristall aufbewahrt hat, der auf ihre Berührung reagiert, was zeigt, dass sie macht-sensitiv ist. |           |                            |                          |                              |                                                   |                                                           |
| 18 | 9         | Aaus Lied                  | Aau’s Song               | Daniel Clarke, Nadia Darries | Nadia Darries, Daniel Clarke, Julia Smuts Louw    | Triggerfish (Südafrika)Markus Wormstorm                   |
| Nicht lange nach der anfänglichen Auslöschung der Sith helfen die Bewohner des Bergplaneten Korba den Jedi bei der Reinigung der Kyberkristalle, die von den Sith ausgeblutet worden waren. Ein junges einheimisches Mädchen namens Aau scheint eine ungewöhnliche Wirkung auf die Kristalle zu haben, wenn sie singt. Ihr Vater Abat versucht, einem Jedi namens Kratu dabei zu helfen, einen Weg zur Heilung der Kristalle zu finden, warnt Aau jedoch, dass ihr Gesang gefährlich ist. Während Abat in den Minen ist, entdeckt Aau einen anderen Höhleneingang mit Kristallen und beginnt zu singen, doch Abat unterbricht sie, woraufhin die Höhlen heftig reagieren. Kratu versucht, sie zu retten, aber Aau erkennt, was sie tun muss, und singt erneut, wodurch die Kristalle schließlich gereinigt werden. Kratu enthüllt, dass Aau mit ihr kommen muss, um ihr Schicksal zu erfüllen, während sie und Abat sich unter Tränen verabschieden. |           |                            |                          |                              |                                                   |                                                           |
| Alle neun Kurzfilme wurden am 4. Mai 2023 bei Disney+ veröffentlicht. |           |                            |                          |                              |                                                   |                                                           |

## Synchronisation
Die deutsche Synchronfassung entstand bei der Iyuno SDI Media Germany. Für die Rohübersetzung war Gloria Hunger-Populorum verantwortlich, die Dialogbücher schrieb Christian Langhagen und Dialogregie führte Robin Kahnmeyer.
| Rolle                | Sprecher             | Sprecher              | Sprecher                  |
| Rolle                | Japanisch (Seiyū)    | Englisch              | Deutsch                   |
| Das Duell            | Das Duell            | Das Duell             | Das Duell                 |
| -------------------- | -------------------- | --------------------- | ------------------------- |
| Ronin                | Masaki Terasoma      | Brian Tee             | Robin Kahnmeyer           |
| Banditen-Anführerin  | Akeno Watanabe       | Lucy Liu              | Victoria Sturm            |
| Dorfvorsteher        | Yuuko Sanpei         | Jaden Waldman         | Carlos Fanselow           |
| Ladenbesitzer        | Chō                  | Joe Ochman            | Lutz Schnell              |
| Tatooine Rhapsodie   |                      |                       |                           |
| Jay                  | Hiroyuki Yoshino     | Joseph Gordon-Levitt  | Christian Zeiger          |
| Geezer               | Kousuke Goto         | Bobby Moynihan        | Matti Klemm               |
| Lan                  | Anri Katsu           | Marc Thompson         | Ricardo Richter           |
| K-344                | Masayo Fujita        | Shelby Young          |                           |
| Boba Fett            | Akio Kaneda          | Temuera Morrison      | Martin Keßler             |
| Die Zwillinge        |                      |                       |                           |
| Karre                | Junya Enoki          | Neil Patrick Harris   | Maximilian Artajo         |
| Am                   | Ryoko Shiraishi      | Alison Brie           | Magdalena Turba           |
| Die Braut des Dorfes |                      |                       |                           |
| F                    | Asami Seto           | Karen Fukuhara        | Rubina Nath               |
| Vaan/Valco           | Takaya Kamikawa      | Cary-Hiroyuki Tagawa  | Sven Gerhardt             |
| Haru                 | Megumi Han           | Nichole Sakura        | Tanya Kahana              |
| Asu                  | Yuma Uchida          | Christopher Sean      | Nico Sablik               |
| Saku                 | Mariya Ise           | Stephanie Sheh        | Anna Gamburg              |
| Izuma                | Yoshimitsu Shimoyama | Andrew Kishino        | Erich Räuker              |
| Die neunte Jedi      |                      |                       |                           |
| Lah Kara             | Chinatsu Akasaki     | Kimiko Glenn          | Julia Bautz               |
| Lah Zhima            | Shin’ichirō Miki     | Simu Liu              | Tommy Morgenstern         |
| Margrave Juro        | Tetsuo Kanao         | Andrew Kishino        | Sven Riemann              |
| Ethan                | Hiromu Mineta        | Masi Oka              | Tom Raczko                |
| Roden                | Kazuya Nakai         | Greg Chun             | Amadeus Strobl            |
| Niizo                | Rina Sato            | Eva Kaminsky          | Tanja Fornaro             |
| Homen                | Hinata Tadokoro      | Patrick Seitz         | Matthias Deutelmoser      |
| Hen Jin              | Daisuke Hirakawa     | Michael Sinterniklaas | Jonas Frenz               |
| Hanbei               | Jin Urayama          | Adam Sietz            | Freimut Götsch            |
| Toguro               | Ryota Takeuchi       | Kyle McCarley         | Stephan Baumecker         |
| Erzähler             | Akio Ōtsuka          | Neil Kaplan           | Thomas Schmuckert         |
| T0-B1                |                      |                       |                           |
| T0-B1                | Masako Nozawa        | Jaden Waldman         | Daniela Molina            |
| Mitaka               | Tsutomu Isobe        | Kyle Chandler         | Elmar Gutmann             |
| Inquisitor           | Kentaro Ito          | Neil Kaplan           | Raimund Krone             |
| Sturmtruppler        | Yuuki Shin           | Michael Sinterniklaas | Daniel Johannes           |
| Der Alte             |                      |                       |                           |
| Dan G'vash           | Yūichi Nakamura      | Jordan Fisher         | David Turba               |
| Tajin Grosser        | Takaya Hashi         | David Harbour         | Sebastian Christoph Jacob |
| Der Alte             | Kenichi Ogata        | James Hong            | Gerald Schaale            |
| Lop & Ochō           |                      |                       |                           |
| Lop                  | Seiran Kobayashi     | Anna Cathcart         | Sophie Lechtenbrink       |
| Ochō                 | Risa Shimizu         | Hiromi Dames          | Luisa Wietzorek           |
| Yasaburo             | Tadahisa Fujimura    | Paul Nakauchi         | Oliver Stritzel           |
| Imperialer Offizier  | Taisuke Nakano       | Kyle McCarley         | Klaus-Peter Grap          |
| Erzähler             | Tomomichin Nishimura | Eva Kaminsky          | Kevin Kraus               |
| Suke                 | Setsuji Sato         | Adam Sietz            |                           |
| Kaku                 | Atsushi Imaruoka     | Michael Sinterniklaas |                           |
| AKAKIRI              |                      |                       |                           |
| Tsubaki              | Yu Miyazaki          | Henry Golding         | Johann Fohl               |
| Misa                 | Lynn                 | Jamie Chung           | Giuliana Jakobeit         |
| Kamahachi            | Wataru Takagi        | Keone Young           | Sven Plate                |
| Senshu               | Chō                  | George Takei          | Tobias Lelle              |
| Masago               | Yukari Nozawa        | Lorraine Toussaint    | Peggy Sander              |
| Meister              | Katsuhiko Sasaki     | Paul Nakauchi         | Stefan Gossler            |